# Забел
Забел (арм. Զաբել) известная также как Изабелла Рубинян (арм. Իզաբելլա) и Изабель (арм. Իզաբել) (27/25 января 1216/1217 — 23 января 1252) — вторая королева Киликийского армянского царства, десятый по счету правитель Киликийской Армении. Происходила из рода Рубинян (Рубенидов).

## Биография
Забел родилась ориентировочно в январе 1216/17 года. Являлась единственной дочерью царя Левона и его второй жены Сибиллы.
В мае 1219 года умер царь Киликии Левон. Находясь на смертном одре он успел произнести имя своего наследника, им оказалась его дочь Забел. Регентом малолетней королевы был назначен Атом Баграсский, но спустя несколько месяцев, в 1220 году, он был убит. После чего регентом стал Константин Пайл, из рода Хетумидов. Но не всем пришлась по душе последняя воля умершего царя. Права Забел на трон оспорили внучатый племянник Раймунд-Рубен и Иоанн де Бриенн, муж Стефании, дочери покойного царя от первого брака. Внутри Киликийского царства права Забел на престол не оспаривались, поэтому армянская знать поддержала законную наследницу престола. В результате чего преданные Левону князья, схватили и заточили Раймунда-Рубена в тюрьму. Вскоре, после того как на пути в Киликию скончалась жена и сын Иоанна, тот тоже перестал претендовать на трон
Вскоре, с целью укрепления государства, регентом было решено выдать Забел замуж за Филиппа, одного из сыновей правителя Антиохии Боэмунда IV. Главным условием при заключении брака являлось требование регента Константина, о принятии женихом армянского вероисповедания и уважительного отношения к армянским традициям. Филипп согласился, после чего в июне 1222 года в Сисе состоялось бракосочетание Филиппа Антиохийского и Забел. Новоиспеченный муж был признан принц-консортом Киликии. Однако, Филипп не сдержал своего обещания. Задевая национальные чувства армян, он пренебрежительно относился к армянским традициям. При этом проводя большую часть своего времени в Антиохии, Филипп открыто покровительствовал латинским баронам. Действия Филиппа вызвали недовольство как у народа так и у знати Килийского царства. В результате чего, спустя три года, он был заточен в тюрьму, где и умер.
В 1226 году регент, несмотря на сопротивление Забел, при благословении нового католикоса Константина I, выдает её замуж за Хетума, одного из своих младших сыновей. Таким образом Киликия получила нового царя Хетума I, который стал основателем второй киликийской королевской династии Хетумидов.
Умерла Забел 23 января 1252 года, после чего была похоронена в монастыре Дразарк

## Семья
1-й муж с 1222 по 1225 Филипп Антиохийский
детей — нет
2-й муж с 1226 −1252 Хетум I
8 детей:
- Евфимия (? — 1309)

м. - Жюльен Гренье
- Мария (? — 1310)

м. - Гай Ибелин
- Сибилла (1240 — 1290)

м. - Боэмунд VI
- Левон III (кронованный как Левон II) (1236 — 1289) — король Киликии

ж. - Керан
- Торос (1244 — 1266)
- Рита I (? — ?)

м. - Констандина
- Изабелла (? — 1268/69)
- Васак — умер в младенчестве